# Gramenca prima
Gramenca prima är en spindelart som beskrevs av Rollard, Wesolowska 2002. Gramenca prima ingår i släktet Gramenca och familjen hoppspindlar. Inga underarter finns listade i Catalogue of Life.